# Hystrichonychus anisoseta
Hystrichonychus anisoseta är en spindeldjursart som beskrevs av Flechtmann och Moraes 200. Hystrichonychus anisoseta ingår i släktet Hystrichonychus och familjen Tetranychidae. Inga underarter finns listade i Catalogue of Life.